# マヌエル・ルイス・ソサ
マヌエル・ルイス・ソサ（Manuel Ruiz Sosa、1937年4月10日 - 2009年12月12日）は、スペイン・コリア・デル・リオ出身の元サッカー選手、元サッカー指導者。ポジションはMF。

## タイトル

### 選手時代
アトレティコ・マドリード
- ラ・リーガ : 1回 (1965-66)
- コパ・デル・ヘネラリシモ : 1回 (1964-65)

### 監督時代
グラナダCF
- セグンダ・ディビシオンB : 1回 (1982-83)